# Bouër
Bouër ist eine französische Stadt mit 352 Einwohnern (Stand: 1. Januar 2022) im Arrondissement Mamers im Département Sarthe in der Region Pays de la Loire. Bouër gehört zum Kanton La Ferté-Bernard (bis 2015: Kanton Tuffé) und zum Gemeindeverband Communauté de communes du Pays de l’Huisne Sarthoise. Die Einwohner werden Bouëriens genannt.

## Geographie
Bouër liegt etwa 33 Kilometer ostnordöstlich von Le Mans. Umgeben wird Bouër von den Nachbargemeinden Saint-Maixent im Norden und Nordosten, Lavaré im Süden und Osten sowie Le Luart im Westen.

## Bevölkerungsentwicklung
| 1962                      | 1968 | 1975 | 1982 | 1990 | 1999 | 2006 | 2013 |
| ------------------------- | ---- | ---- | ---- | ---- | ---- | ---- | ---- |
| 250                       | 239  | 204  | 177  | 185  | 179  | 238  | 330  |
| Quelle: Cassini und INSEE |      |      |      |      |      |      |      |

## Sehenswürdigkeiten

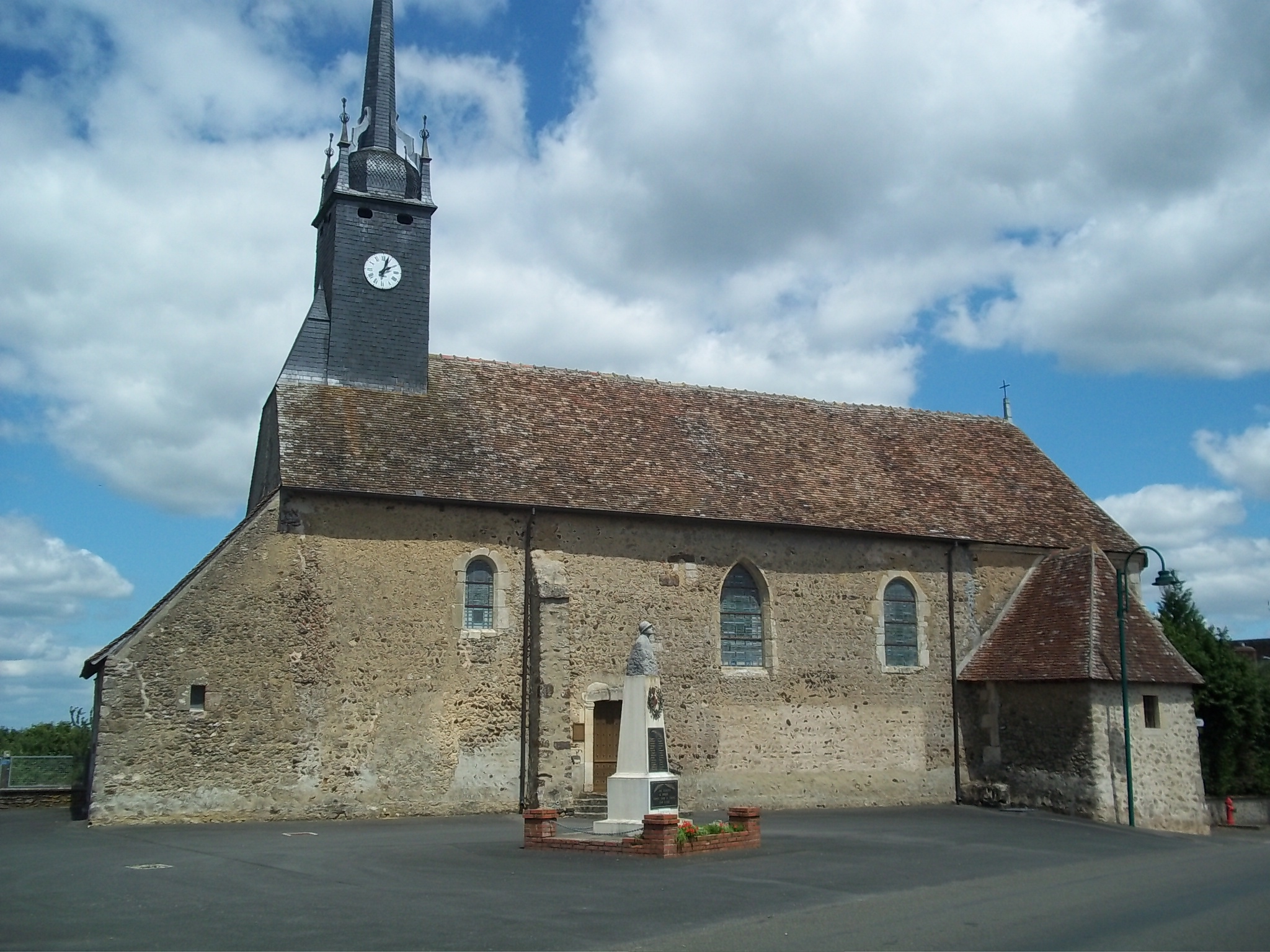
Kirche Saint-Pierre

- Kirche Saint-Pierre, seit 1927 Monument historique
- Schloss und Domäne Courgeon